# Synonchus strasseni
Synonchus strasseni är en rundmaskart som först beskrevs av Frank Archibald Sinclair Turk 1903.  Synonchus strasseni ingår i släktet Synonchus och familjen Leptosomatidae. Inga underarter finns listade i Catalogue of Life.